# Đốt da
Đốt da (tiếng Anh: dermatome, tiếng Pháp: le dermatome) là vùng da được cảm giác nhờ một thần kinh sống. Có 8 dây thần kinh sống cổ (C1 là một ngoại lệ, không có nhánh cảm giác), 12 dây thần kinh sống ngực, 5 dây thần kinh sống thắt lưng và 5 dây thần kinh sống cùng. Mỗi dây thần kinh này có chức năng truyền cảm giác (đau) từ một vùng da cụ thể đến não.
Dọc theo ngực và bụng, đốt da trông như một chồng đĩa nằm ngang, mỗi đĩa là một vùng cảm giác của một dây thần kinh tủy sống khác nhau. Dọc theo cánh tay và chân, thì đốt da có sự khác biệt: các đốt da chạy dọc theo các chi. Đốt da mang tính phổ biến ở tất cả mọi người, tuy nhiên vùng cảm giác trên da chuẩn lại mang tính độc nhất của mỗi người (tương tự như dấu vân tay).
Một vùng trên cơ thể mang tính chất tương tự mà được cảm nhận bởi hệ thần kinh ngoại vi được gọi là trường thần kinh ngoại vi.

## Ý nghĩa lâm sàng
Một đốt da là một vùng da được cảm giác bởi các tế bào thần kinh cảm giác vốn là nhánh của một hạch thần kinh sống. Các triệu chứng trên đốt da (như đau hay phát ban) có thể chỉ ra bệnh lý có liên quan đến rễ thần kinh chi phối đốt da, ví dụ như rối loạn bản thể (Somatization Disorder) của cột sống hoặc nhiễm virus. Đau quy chiếu thường liên quan đến một vị trí "quy chiếu" cụ thể, không liên quan gì đến đốt da.
Virus nằm trong hạch thần kinh (ví dụ virus varicella zoster, gây ra bệnh thủy đậu và zona thần kinh) gây đau, phát ban theo đốt da mà thần kinh cảm giác (mô hình zosteriform). Các triệu chứng này có thể không xuất hiện trên toàn bộ đốt da.

## Hình ảnh bổ sung

Sơ đồ phân chia ranh giới các đốt da ứng với nhánh cảm giác của các dây thần kinh chi trên, bên phải.
Chi dưới.
Chân.
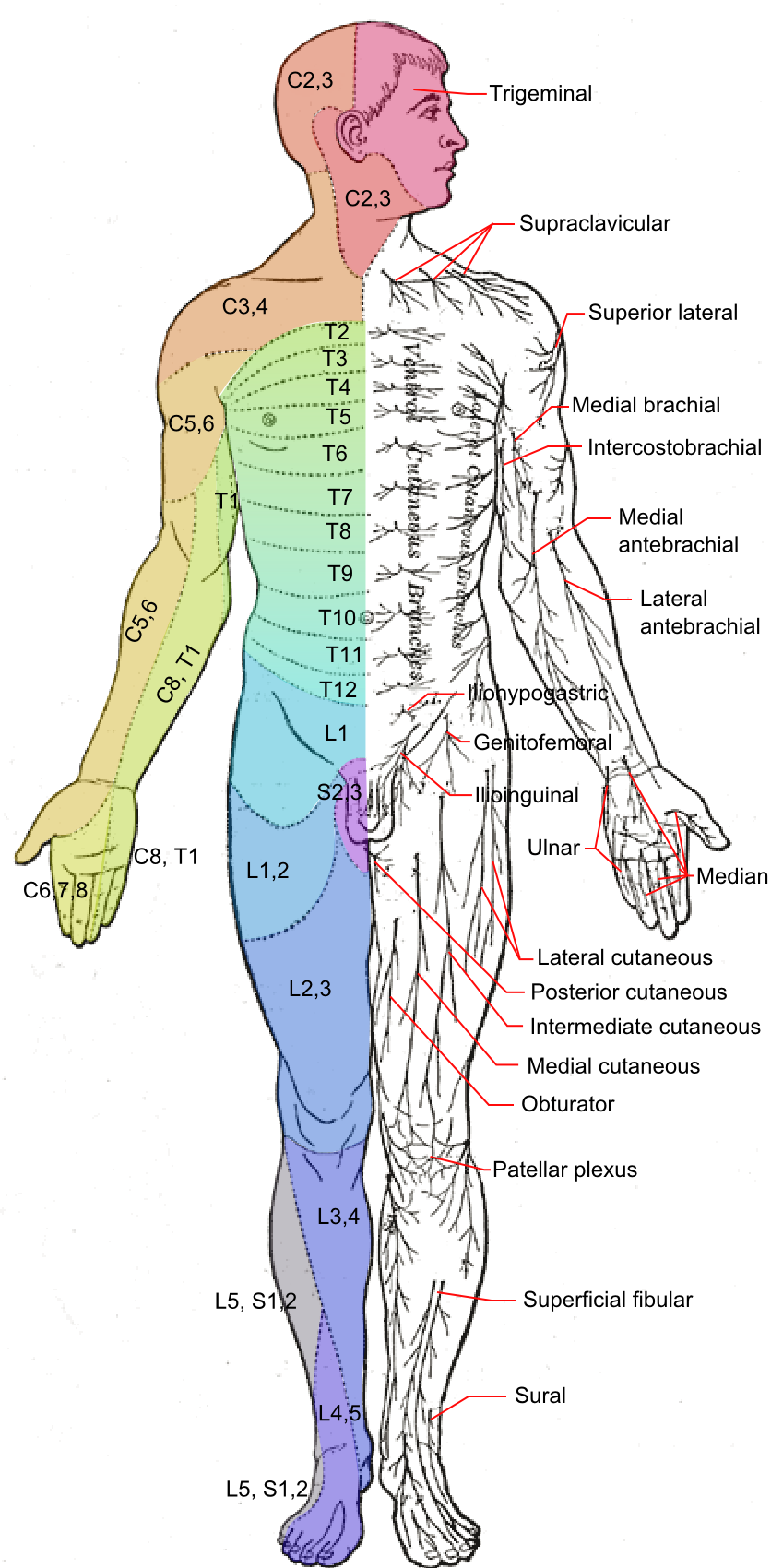
Đốt da chính và dây thần kinh bì (phía trước).
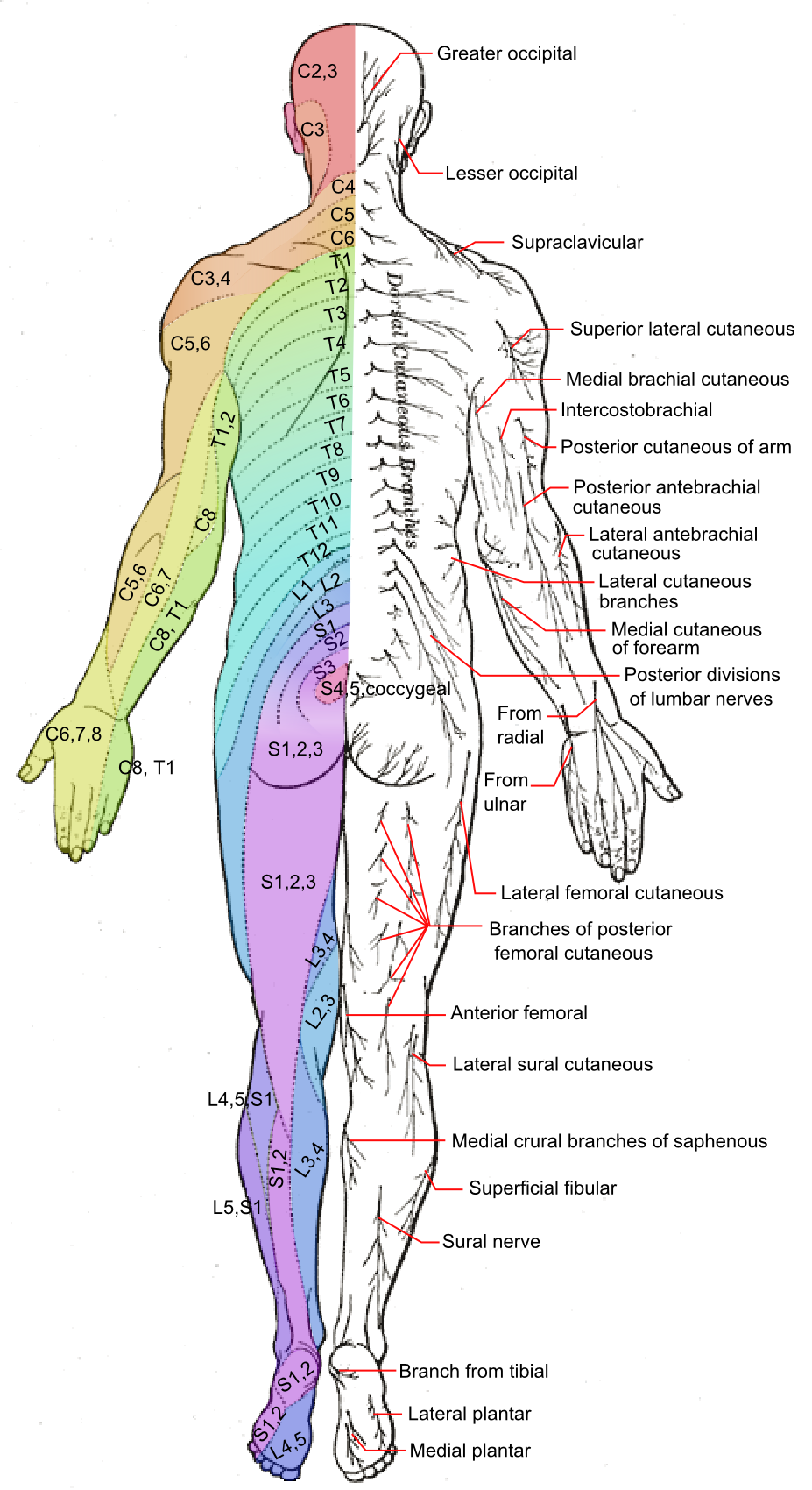
Đốt da chính và dây thần kinh bì. (phía sau).